# 大军团
大军团（法語：Grande Armée；法語發音：[ɡʀɑ̃d aʀme]）是一支1804至1809年间由拿破仑一世组建和指挥的军队，在拿破仑战争期间的欧洲战场上屡次取得极富盛名的军事胜利，并使法兰西第一帝国在欧洲获得空前的霸主地位。尽管常常被视为历史上罕见的常胜军之一，大军团在1812年入侵沙俄期间为后勤问题遭受了惨重的损失，并从此再未有恢复其战术上的绝对优势。